# The Twain Shall Meet
The Twain Shall Meet es un álbum de estudio de la banda de rock Eric Burdon & the Animals, publicado en 1968 por MGM Records.

## Lista de canciones
1. "Monterey" (4:18)
2. "Just the Thought" (3:47)
3. "Closer to the Truth" (4:31)
4. "No Self Pity" (4:50)
5. "Orange and Red Beams" (3:45)
6. "Sky Pilot" (7:27)
7. "We Love You Lil" (6:48)
8. "All Is One" (7:45)

## Créditos
- Eric Burdon - voz
- Vic Briggs - guitarra, piano
- John Weider - guitarra, violín
- Danny McCulloch - bajo
- Barry Jenkins - batería